# Eygelshoven vasútállomás
Eygelshoven vasútállomás vasútállomás Hollandiában, Kerkrade városában.

## Vasútvonalak
Az állomást az alábbi vasútvonalak érintik:
- Schaesberg–Simpelveld-vasútvonal
- Heuvellandlijn

## Kapcsolódó állomások
A vasútállomáshoz az alábbi állomások vannak a legközelebb:
- Landgraaf vasútállomás (északnyugat)
- Chevremont vasútállomás (délkelet)